# Magnolia kobus
Magnolia kobus o magnolia del norte del Japón es una especie de árbol originario de Japón. Es de pequeño tamaño, caducifolio con un crecimiento lento pero que puede llegar a los 20 m de alto.

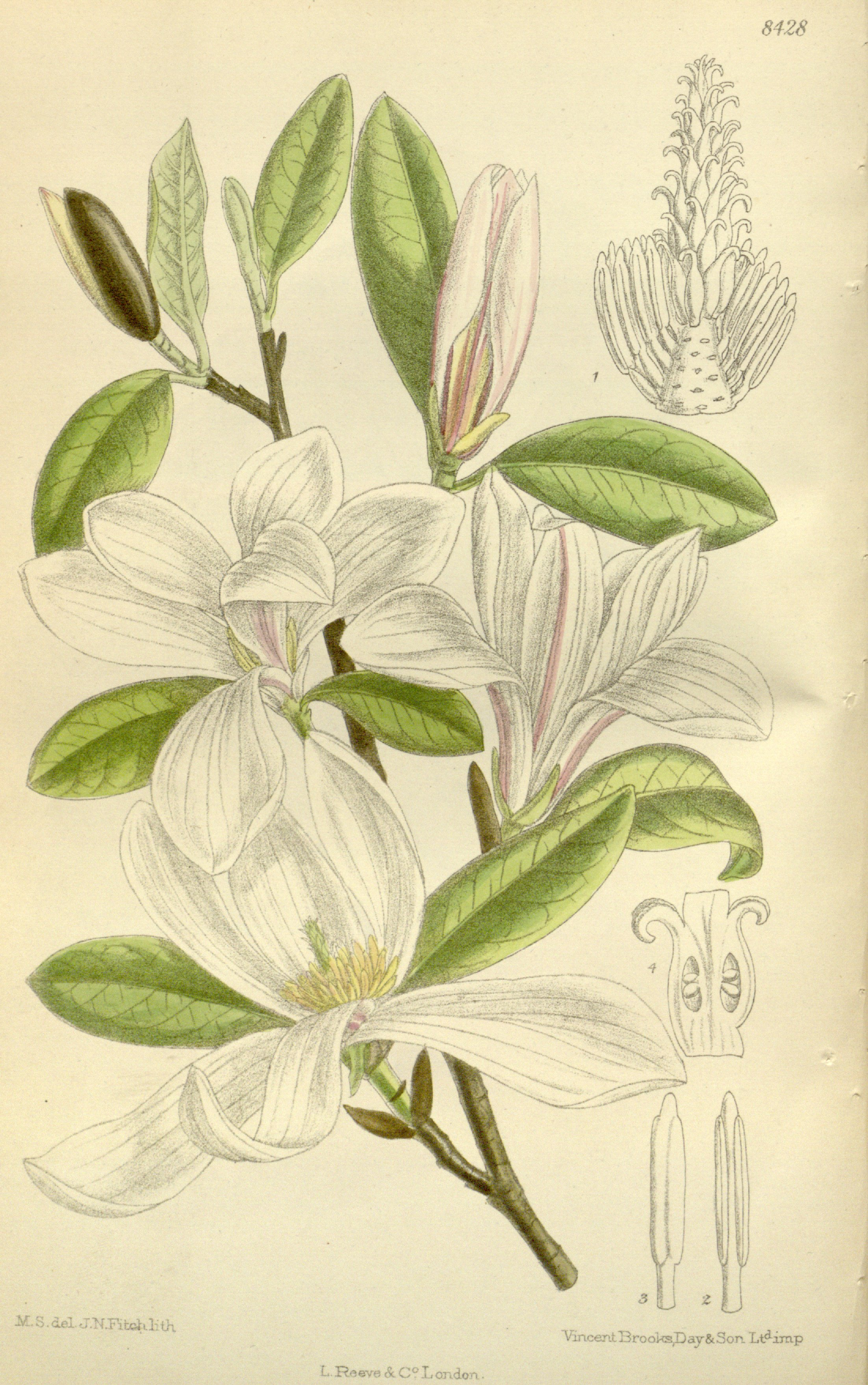
Ilustración

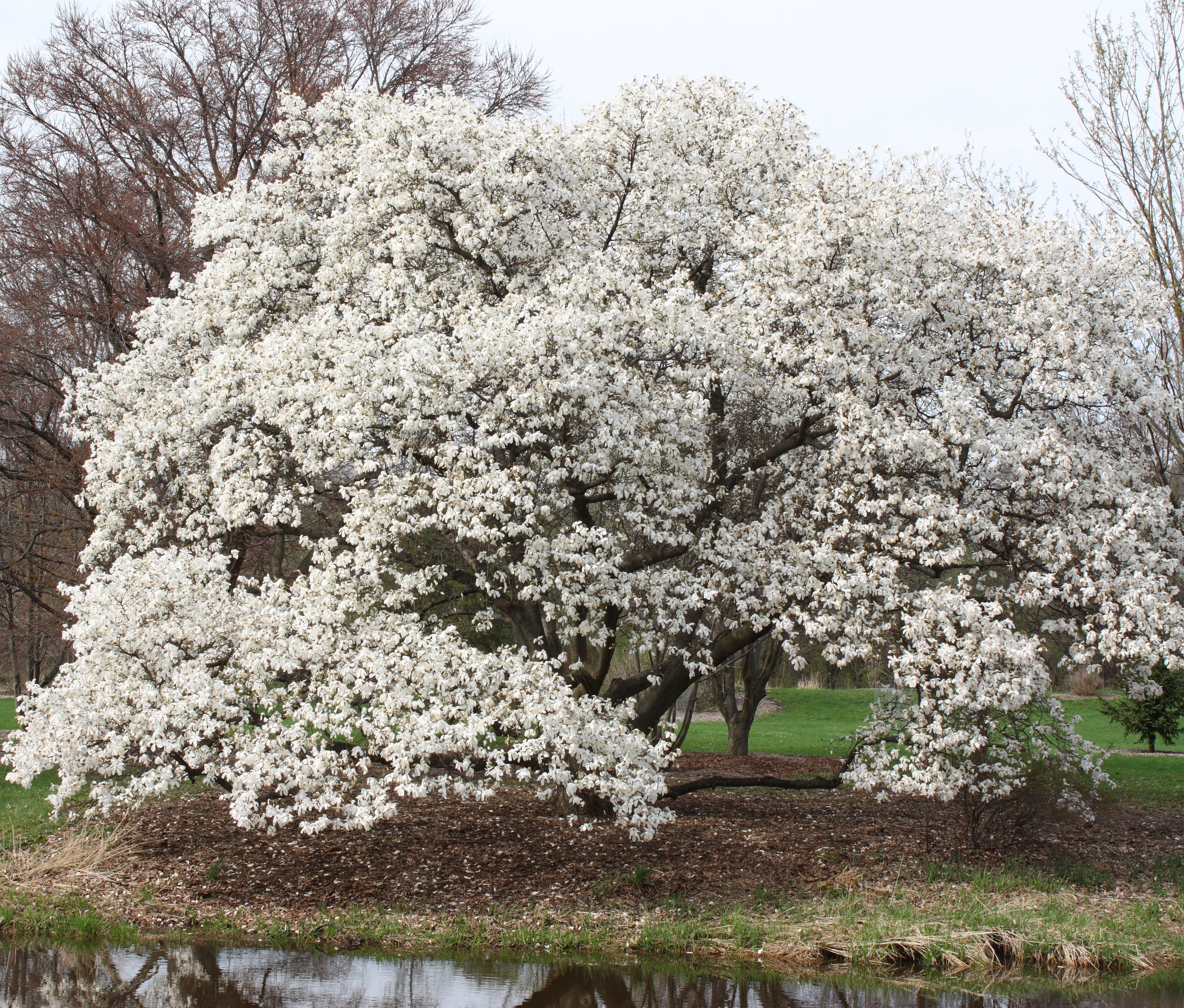
Vista del árbol en flor

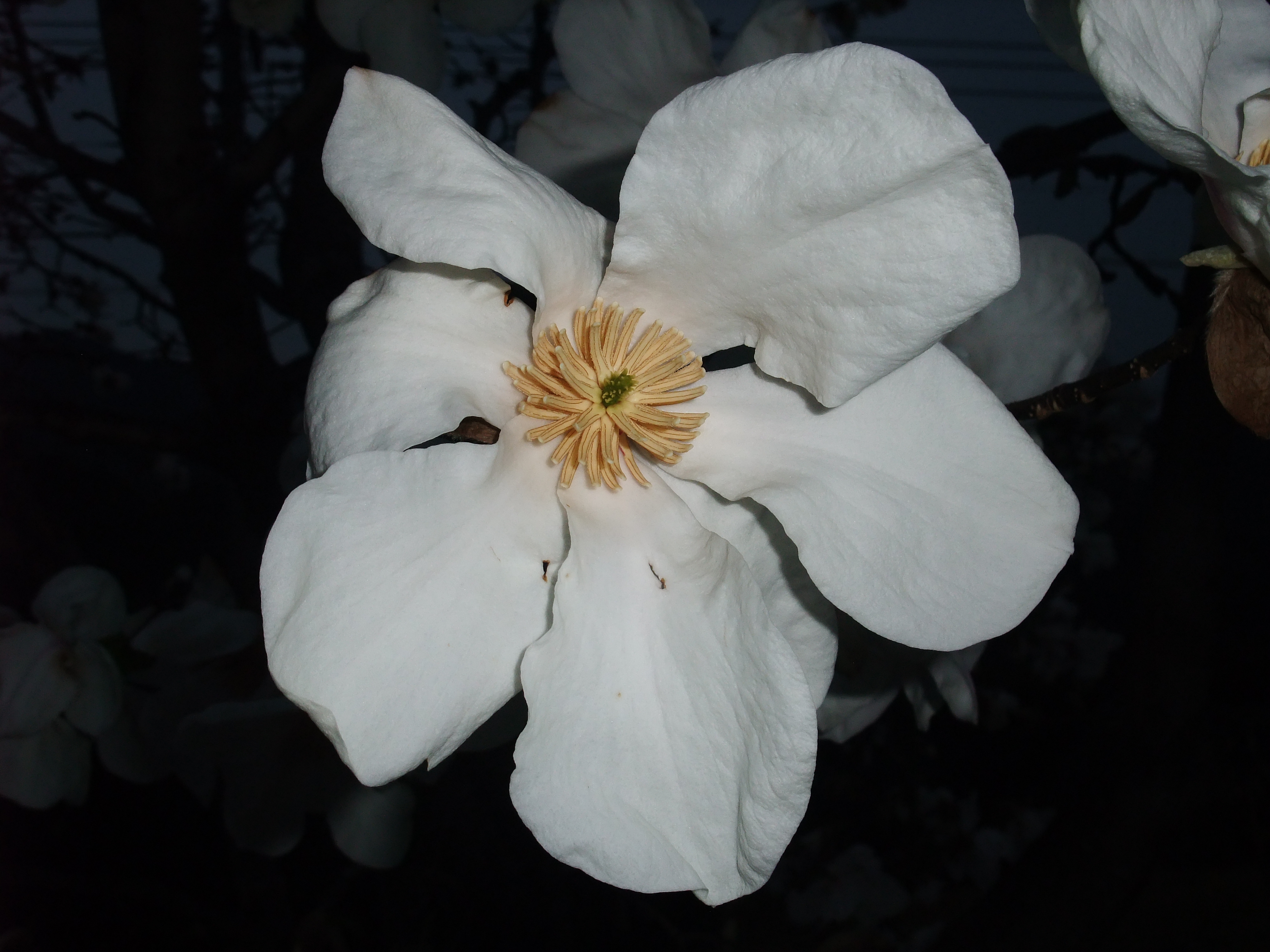
Flor

## Descripción
Florece a principios de la primavera, mostrando flores blancas con toques de rosa pálido, hasta 12 cm de ancho y tienen una fragancia agradable. Las flores se producen antes que las hojas, como la mayoría de los miembros de la Magnolia subgénero Yulania. Los árboles jóvenes no florecen. El fruto de la magnolia kobus crece en grupos de pequeñas semillas de color rojo. Las infructescencias tienen hasta 12 cm de largo, y las semillas atraen a las aves.
El follaje de verano de la magnolia kobus es de color verde oscuro. Las hojas tienen una forma obovada con una punta afilada, un envés liso o glabro, y bordes suaves y regulares. Las hojas son de 5 a 16 cm de largo y crecen de forma alterna. En otoño, las hojas amarillean y caen del árbol.
La corteza de más edad, como la del tronco, es pardo grisácea, mientras que las ramas nuevas son verdes con pequeñas manchas marrones. Hay un fuerte olor cuando se rompen las ramas o las ramitas.

## Cultivo
La magnolia kobus prefiere el pleno sol a la sombra parcial, suelo rico y bien drenado, y es tolerante a los suelos ácidos. Puede reproducirse por semillas o por esquejes.

## Relación con laMagnolia stellata
La magnolia kobus está estrechamente emparentada con la Magnolia stellata ("Magnolia estrellada"); algunas autoridades consideran la Magnolia stellata como una variedad de M. kobus.

## Taxonomía
Magnolia kobus fue descrito por Augustin Pyrame de Candolle y publicado en Regni Vegetabilis Systema Naturale 1: 456. 1818[1817].
Etimología
Magnolia: nombre genérico otorgado en honor de Pierre Magnol, botánico de Montpellier (Francia).
kobus: epíteto
Sinonimia
- Yulania kobus (DC.) Spach, Hist. Nat. Vég. 7: 467 (1839).
- Michelia gracilis Kostel., Allg. Med.-Pharm. Fl. 5: 1701 (1836).
- Buergeria obovata Siebold & Zucc., Abh. Math.-Phys. Cl. Königl. Bayer. Akad. Wiss. 4: 187 (1845).
- Talauma obovata (Siebold & Zucc.) Benth. & Hook.f. ex Hance, J. Bot. 20: 2 (1882), nom. illeg.
- Magnolia thurberi G.Nicholson, Hand-List of Trees and Shrubs 1: 17 (1894), nom. inval.
- Magnolia kobushii Mayr, Fremdländ. Wald-Parkbäume: 484 (1906).
- Magnolia borealis (Sarg.) Kudô, Medic. Pl. Hokkaido: 47 (1922).
- Magnolia praecocossima Koidz., Bot. Mag. (Tokyo) 43: 386 (1929), nom. inval.
- Magnolia pseudokobus S.Abe & Akasawa, Bull. Kochi Women's Coll. 2: 104, 110 (1954).[2][3]